# 12 Pułk Piechoty Liniowej
12 Pułk Piechoty Liniowej – polski pułk piechoty okresu powstania listopadowego

## Formowanie i zmiany organizacyjne
Po abdykacji Napoleona, car Aleksander I wyraził zgodę na odesłanie oddziałów polskich do kraju. Miały one stanowić bazę do tworzenia Wojska Polskiego pod dowództwem wielkiego księcia Konstantego. 13 czerwca 1814 pułkowi wyznaczono miejsce koncentracji w Krakowie. Pułk nie został jednak odtworzony, bowiem etat armii Królestwa Polskiego przewidywał tylko 12 pułków piechoty. Nowe pułki piechoty sformowano dopiero po wybuchu powstania listopadowego. Rozkaz dyktatora gen. Józefa Chłopickiego z 10 stycznia 1831 roku nakładał obowiązek ich organizowania na władze wojewódzkie. 12 pułk piechoty tworzony był w województwie sandomierskim pierwotnie pod nazwą: 2 Pułk Województwa Sandomierskiego.
Według etatu pułk miał liczyć 2695 ludzi, rekrutowanych (podobnie jak 11 pułk piechoty liniowej) z Gwardii Ruchomej Województwa Sandomierskiego. Pułk składał się z trzech batalionów. Jeden z nich sformowano w Opatowie, a dwa pozostałe w Staszowie i Klimontowie. Zgodnie z raportem Regimentarza Lewego Brzegu Wisły z 9 stycznia 1831 Gwardia Ruchoma w tym województwie liczyła 6041 rekrutów. Pod koniec stycznia pułk liczył 1797 żołnierzy. W wykazach Komisji Wojskowej Rządu "Stan obecnych do boju" pojawia się 31 marca 1831 w liczbie 1433 żołnierzy (3 bataliony) w składzie korpusu rezerwowego Paca, gdzie jest wykazywany w niezmienionej liczebności 4 i 20 kwietnia, lecz już jako pułk 2-batalionowy. 26 kwietnia pozostaje w korpusie Paca w liczbie 1607 ludzi. Od 8 maja wchodzi w skład 1 Dywizji Piechoty Rybińskiego, licząc 1547 żołnierzy. 5 czerwca, po bitwie ostrołęckiej w składzie dywizji liczy tylko 707 ludzi, ale dodatkowo 695 jest wykazywanych w garnizonie warszawskim. 6 lipca, nadal w składzie IDP osiągnął stan 1672 ludzi w 3 batalionach, 22 sierpnia stopniał do 1205 ludzi + 134 w garnizonie praskim. Przed przekroczeniem granicy pruskiej, 8 października liczył 948 żołnierzy.
W marcu 1831 roku pułk wszedł w skład Korpusu Obserwacyjnego gen. Paca. 26 kwietnia 1831 przeprowadzono kolejną reorganizacje piechoty armii głównej dzieląc ją na pięć dywizji. Pułk wszedł w skład 2 Brygady 1 Dywizji Piechoty.

## Żołnierze pułku
Pułkiem dowodzili:
- ppłk Szymon Ostafiński
- ppłk Paweł Muchowski (22 marca, stopień płk otrzymał 1 maja),
- ppłk Piotr Carové (6 maja),
- ppłk Leonard Majewski (1 sierpnia),
- ppłk Józef Grabowski (22 września),
- ppłk Jan Mayzner (24 września).

## Walki pułku
Pułk brał udział w walkach w czasie powstania listopadowego.
Bitwy i potyczki:
- Goślin (25 lutego)
- Modrzyce (2 kwietnia)
- Róża (21 kwietnia)
- Rudki (20 kwietnia)
- Ostrołęka (26 maja)
- Mińsk (14 lipca)
- Szymanów (15 sierpnia)
- Warszawa (6 i 7 września).

Pułk otrzymał w ciągu wojny 52 ordery Virtuti Militari, w tym: 1 krzyż kawalerski, 25 krzyży złotych i 26 srebrnych.

## Uzbrojenie
Uzbrojenie podstawowe piechurów stanowiły kosy i piki oraz karabiny skałkowe, a także tasaki, czyli pałasze piechoty. Z magazynów Komisji Rządowej Wojny nowe pułki piechoty otrzymywały początkowo przeciętnie 430 karabinów. Zapewne były to karabiny francuskie wz. 1777 (kaliber 17,5 mm), być może rosyjskie z fabryk tulskich wz. 1811 (kaliber 17,78 mm), z bagnetami. W późniejszym okresie uzbrojenie poprawiało się dzięki broni zdobycznej i dostawom karabinów własnej produkcji. Wyposażenie żołnierzy, uzbrojonych w karabiny, uzupełniała ładownica na 40 naboi (czasem zastępowana torbą płócienną) oraz pochwa na bagnet.

## Umundurowanie
Umundurowanie początkowo było niejednolite i powinno składać się, zgodnie ze wspomnianym rozkazem, z:
- wołoszki lub sukmany, najlepiej sukiennej, podszytej płótnem, w kolorze zgodnym ze strojem włościańskim w danym województwie, z kołnierzem w kolorze województwa;
- kaftana lub kożuszka z rękawami, zakrywającego podbrzusze;
- spodni sukiennych, płótnem podszytych, szarych lub w kolorze wołoszki;
- ciżem (trzewików) lub butów krótkich (z krótkimi cholewami);
- furażerki z zausznicami, z lampasem (otokiem) w kolorze województwa;
- dwóch halsztuchów ("chustek na szyję", "szalików") czarnych;
- trzech koszul;
- pary rękawiczek bez palców;
- dwóch par gatek (kalesonów) płóciennych.

W późniejszym okresie, po przejściu na etat Komisji Rządowej Wojny, umundurowanie zostało ujednolicone i składało się z białej wołoszki z karmazynowymi (być może amarantowymi) wyłogami rękawów, naramiennikami i kołnierzem, szarych spodni oraz szarej furażerki z karmazynowym otokiem. Pasy czarne, trzewiki czarne. Lejbiki szarobrunatne z karmazynowymi wyłogami rękawów i kołnierzem.
Wyłogi żółte.